# Abdessamad Chahiri
Abdessamad Chahiri (arab. عبد الصمد الشاهيري, ur. 17 maja 1982) – marokański piłkarz, grający jako środkowy obrońca. Reprezentant kraju.

## Kariera klubowa

### Początki
Jako junior grał w TAS Casablanca. 1 lipca 2003 roku dołączył do Raja Casablanca. 4 lata później został zawodnikiem Difaâ El Jadida.

### FAR Rabat
1 lipca 2008 roku został zawodnikiem FAR Rabat. W sezonie 2010/2011 wystąpił w 11 meczach w GNF 1, a sezon później w 13.

### Olympique Khouribga
1 września 2012 roku podpisał kontrakt z Olympique Khouribga. W tym klubie zadebiutował 23 września 2012 roku w meczu przeciwko Wydad Casablanca (porażka 2:1). Zagrał całe spotkanie. Pierwszą asystę zaliczył tydzień później w spotkaniu przeciwko Chabab Rif Al Hoceima (wygrana 2:1). Asystował przy trafieniu Younesa Kandoussiego w 52. minucie. W sumie wystąpił w 8 meczach i raz asystował.

### Dalsza kariera
1 lipca 2013 roku został zawodnikiem Mouloudii Wadżda. Jego kolejnym klubem był Chabab Atlas Khénifra, do którego dołączył 1 lipca 2014 roku. 1 lipca 2015 roku podpisał kontrakt z Youssoufią Berrechid. Rok później zakończył karierę.

## Kariera reprezentacyjna
W reprezentacji Maroka zadebiutował 21 listopada 2007 roku w towarzyskim meczu przeciwko reprezentacji Senegalu (wygrana 3:0). Zagrał całe spotkanie. W sumie wystąpił w dwóch meczach pod marokańską flagą.